# Cratichneumon japonicus
Cratichneumon japonicus là một loài tò vò trong họ Ichneumonidae.